# Great-Fountain-Geysir
Koordinaten: 44° 32′ 11″ N, 110° 48′ 0″ W

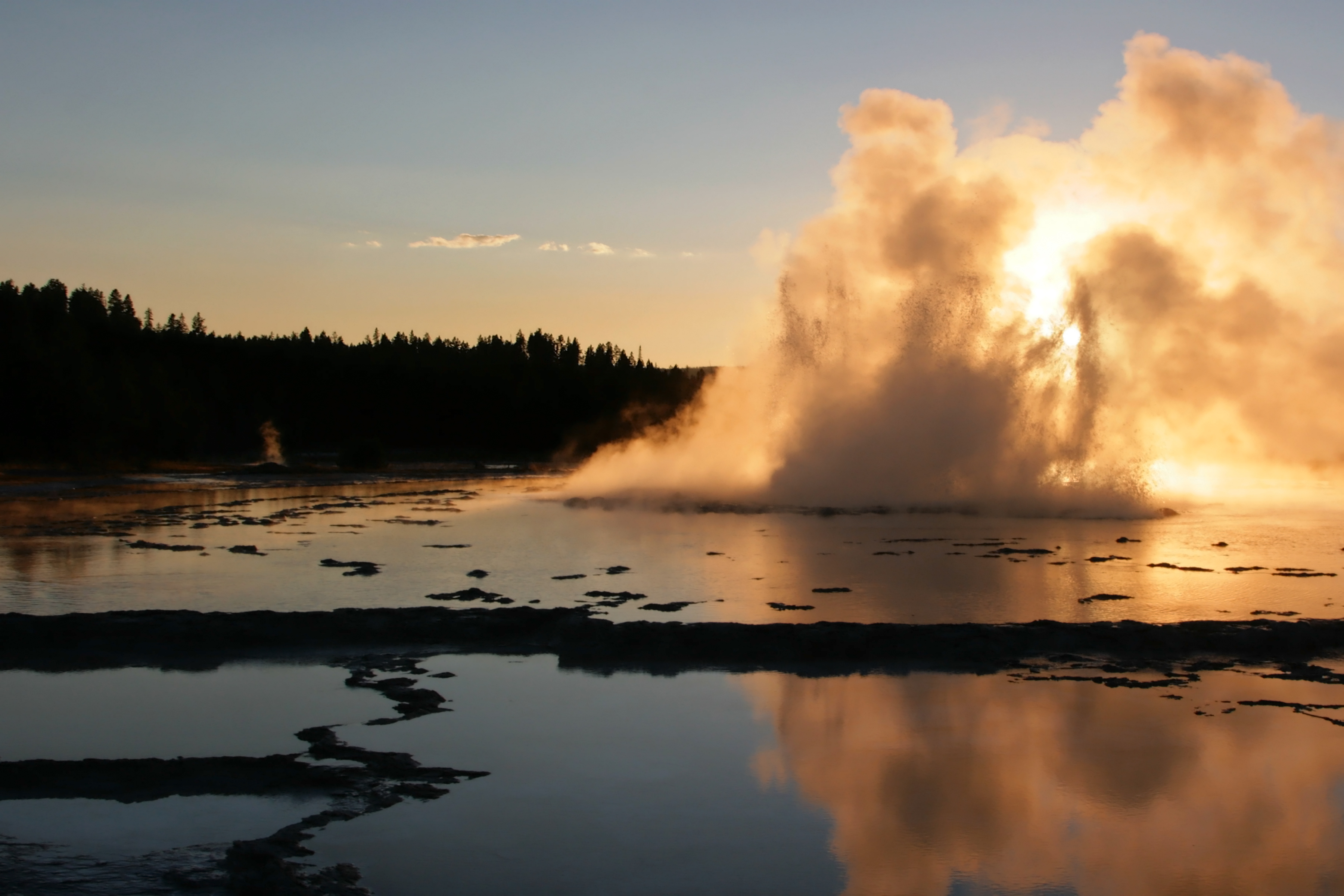
Eruption des Great-Fountain bei Sonnenuntergang

Der Great-Fountain-Geysir ist ein Geysir im Yellowstone-Nationalpark, der sich direkt im Firehole Lake im unteren Geysir-Becken (Lower Geyser Basin) befindet.

## Eruptionen
Der Geysir bricht alle 9 bis 15 Stunden aus. Die Höhe der Eruption beträgt 30 bis 50 Meter und dauert etwa eine Stunde. Zudem ist etwa jede zehnte Eruption besonders stark, was an der Dauer und der Höhe der Eruption deutlich wird. Diese stärkeren Eruptionen treten in den „heißen Phasen“ auf. Befindet sich der Geysir in so einer heißen Phase, lassen sich die Eruptionen kaum voraussagen, da sie entgegen den regelmäßigen Ausbrüchen wesentlich später geschehen (bis zu drei Tage). 
Für den Great-Fountain-Geysir gibt es einen eigenen Parkplatz, der zudem als Aussichtspunkt dient. Außerdem kann von dort gut der nahegelegene White-Dome-Geysir beobachtet werden, welcher öfters, dafür aber schwächer ausbricht. 

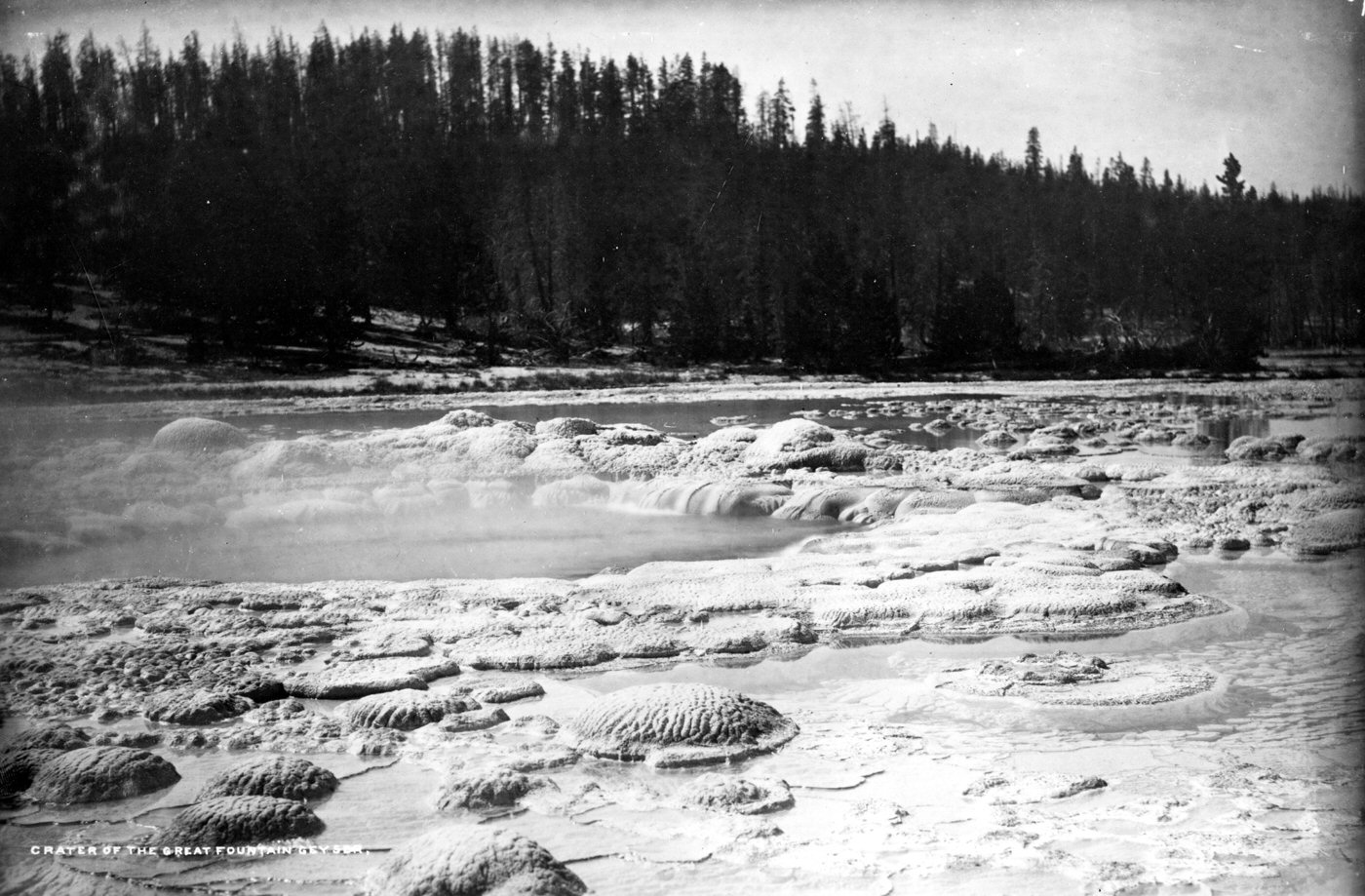
Krater des Great Fountain Geysir im Jahre 1883
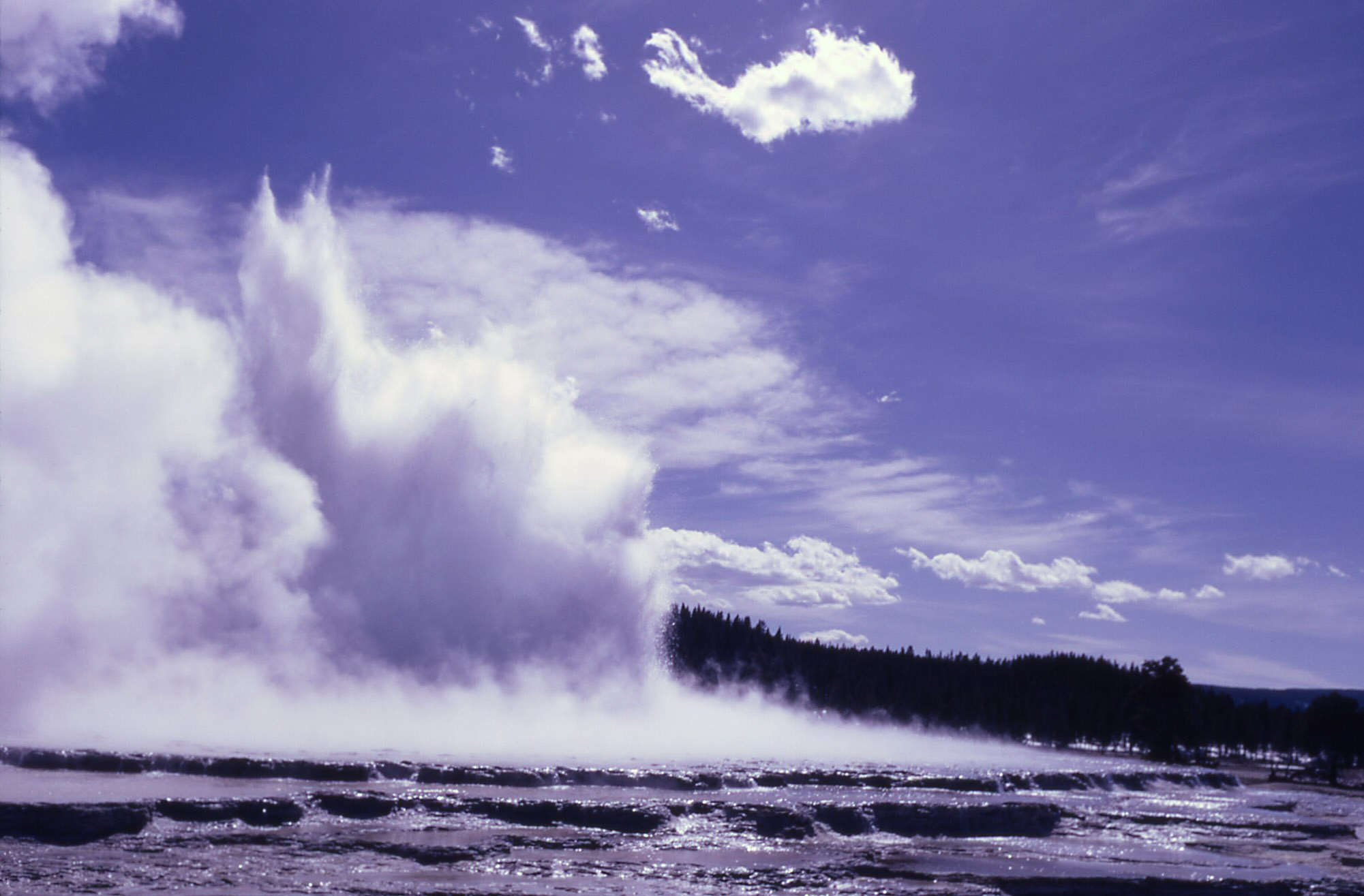
Eruption 1967
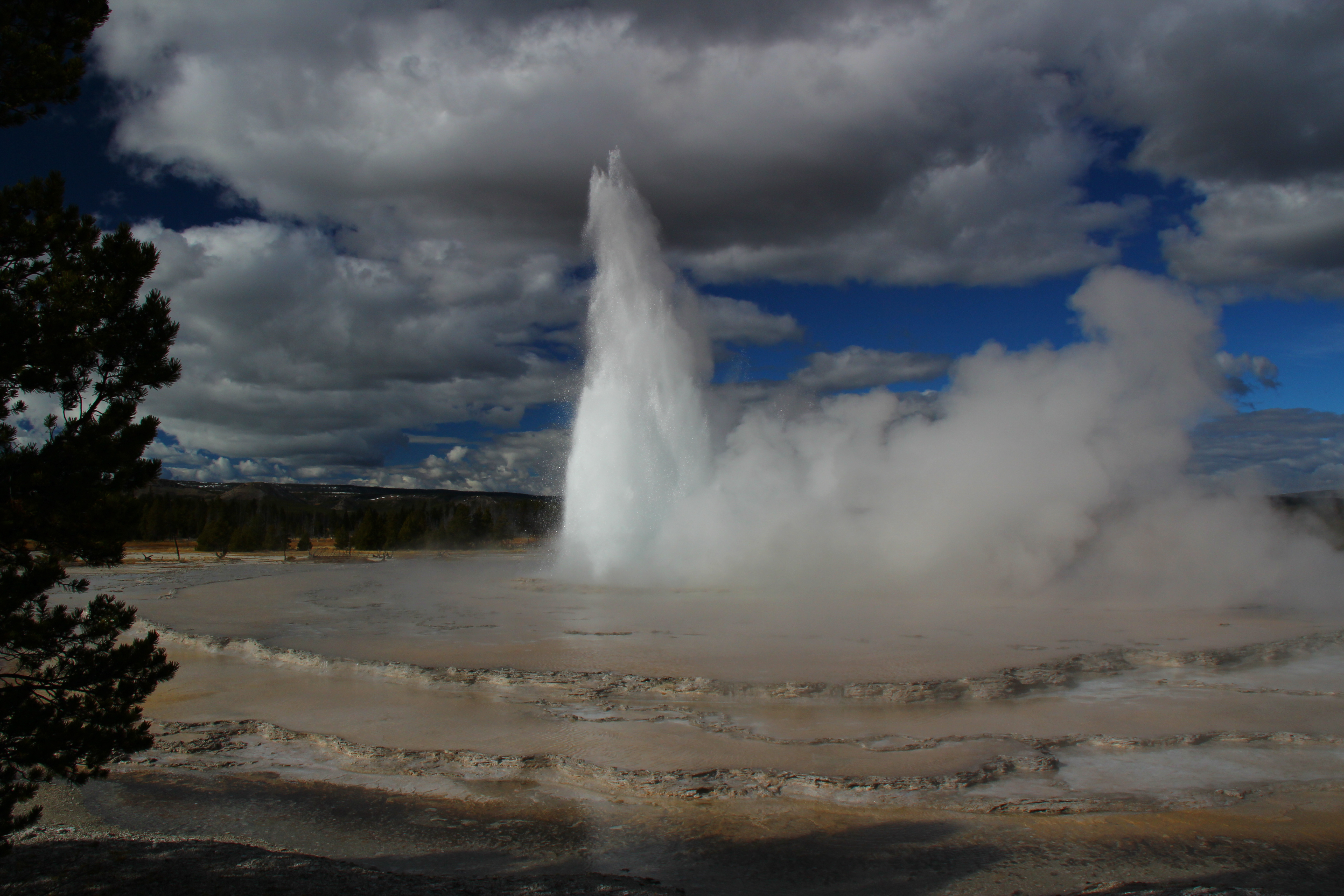
Eruption November 2012
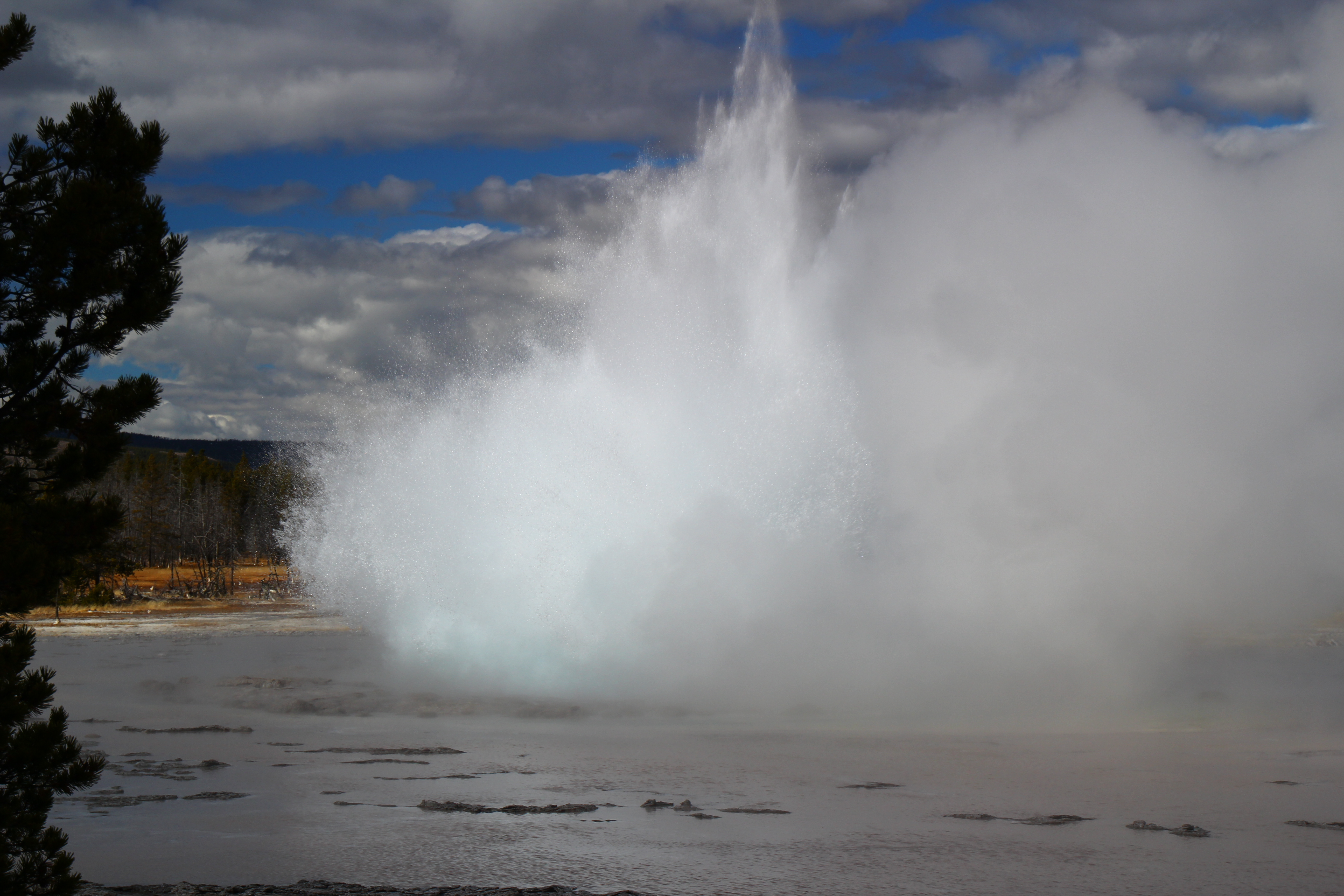
Eruption November 2012
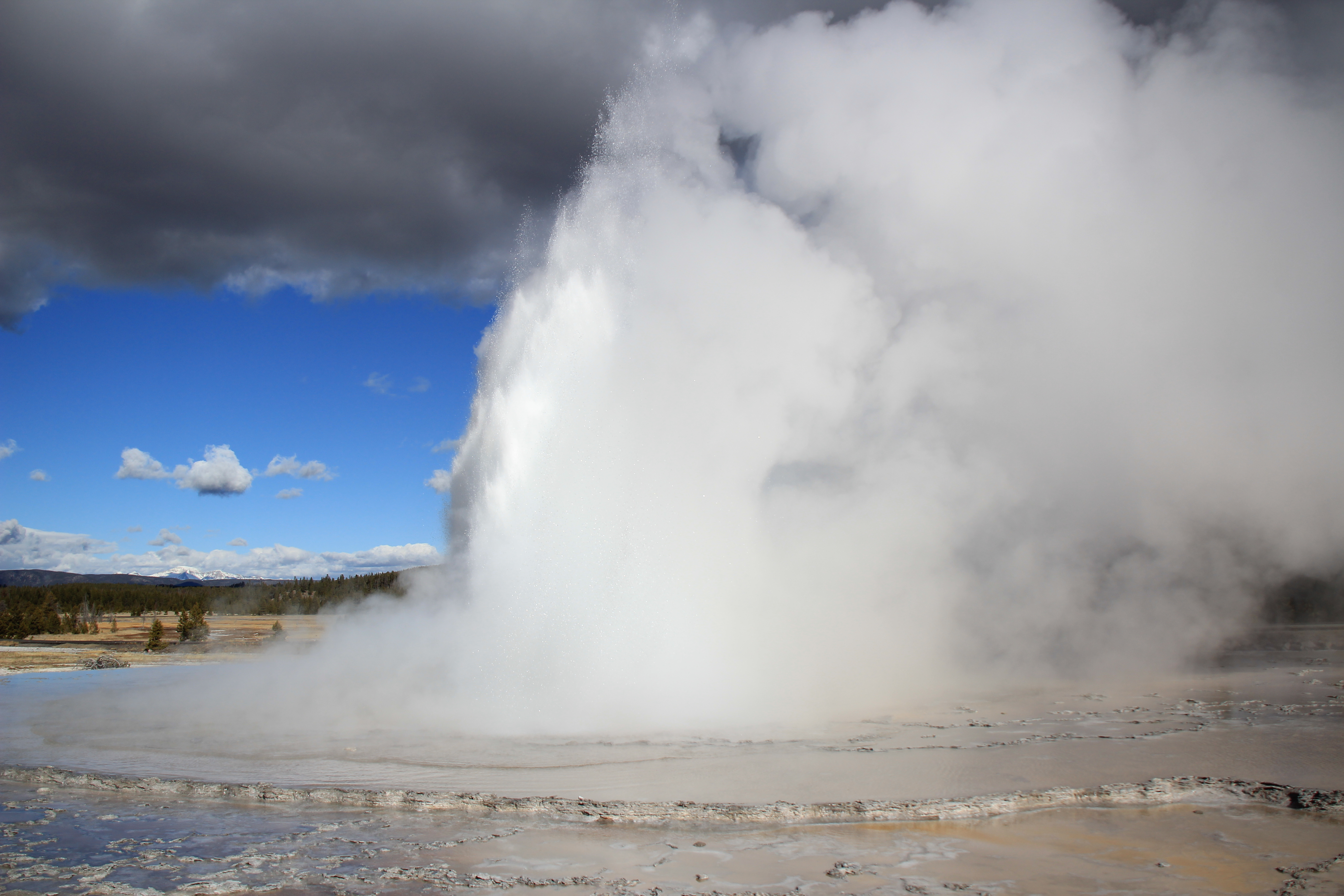
Eruption November 2012

## Geschichte
Im Jahr 1969 entdeckten Forscher der Indiana University in der Nähe des Geysirs das thermophile Bakterium Thermus aquaticus, dessen DNA-Polymerase für die Polymerase-Kettenreaktion eingesetzt wird.